# Wojciech Tochman

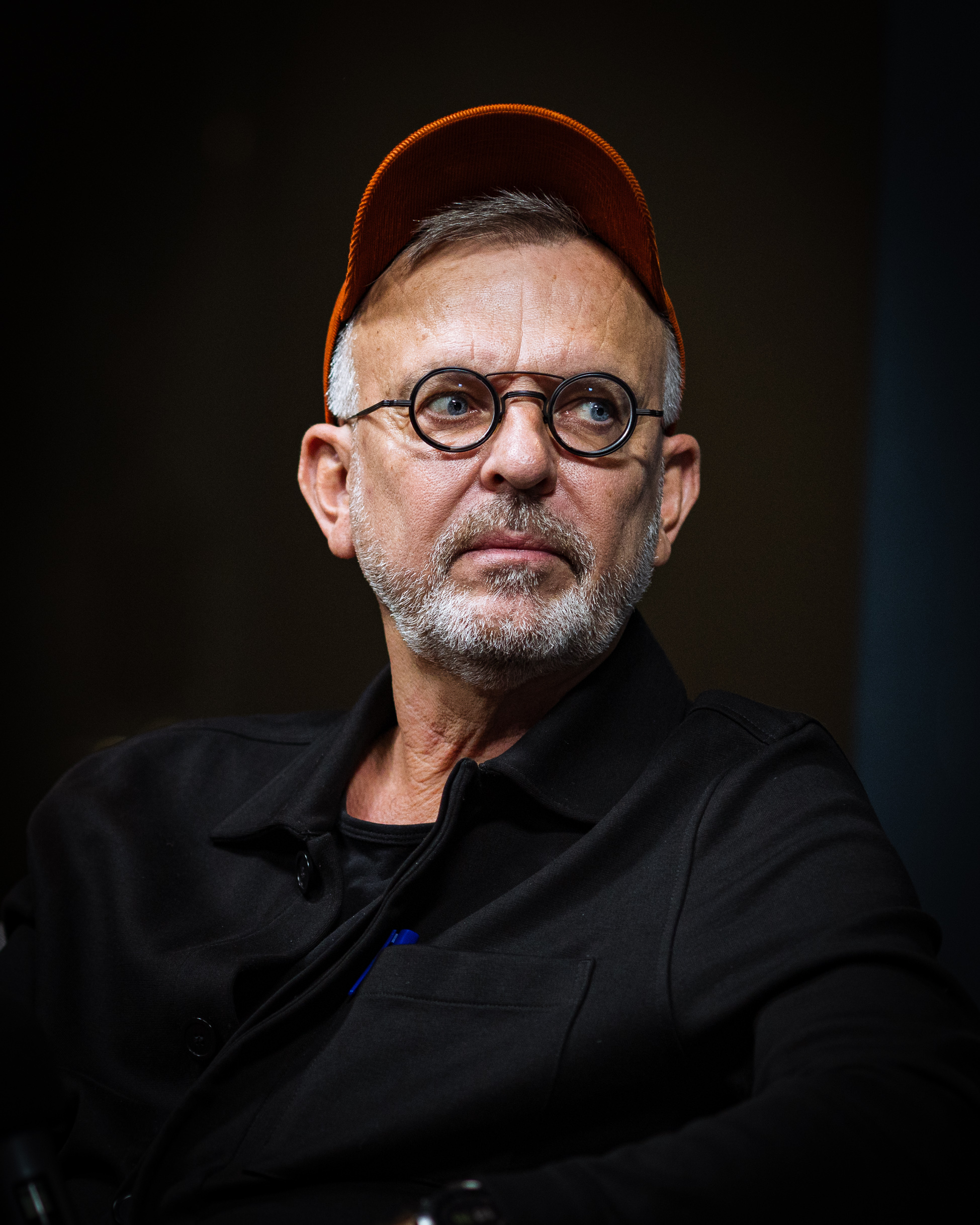
Wojciech Tochman, 2024

Wojciech Łukasz Tochman (* 12. April 1969 in Krakau) ist ein polnischer Journalist.

## Leben
Tochman arbeitete noch vor dem Abitur für die Jugendzeitschrift Na przełaj und gehörte von 1990 bis 2004 dem ersten Reporterteam der Gazeta Wyborcza an. Daneben leitete er von 1996 bis 2002 die Fernsehsendung Ktokolwiek widział, ktokolwiek wie im TVP1. Er gründete 1999 die Stiftung ITAKA, die beim Auffinden von vermissten Personen hilft. Mit Mariusz Szczygieł und Paweł Goźliński gründete er 2009 das Institut für Reportage (Instytut Reportażu).
Seine Bücher wurden ins Bosnische, Englische, Finnische, Französische, Italienische, Niederländische, Russische, Schwedische, Slowakische, Spanische, Tschechische und Ukrainische übersetzt.

## Publikationen
- Sprawcy, 1991, zusammen mit Grzegorz Górny und Witold Pasek
- Schodów się nie pali, 2000
- Jakbyś kamień jadła, 2002
- Córeńka, 2005
- Wściekły pies, 2007
- Bóg zapłać, 2010
- Dzisiaj narysujemy śmierć, 2010
- Eli, Eli, 2013
- Kontener, 2014, zusammen mit Katarzyna Boni
- Krall, 2015, zusammen mit Mariusz Szczygieł
- Pianie kogutów, płacz psów (Wydawnictwo Literackie, 2019)

## Nominierungen und Auszeichnungen
- 2001: Finalist des Nike-Literaturpreises für Schodów się nie pali
- 2003: Finalist des Nike-Literaturpreises für Jakbyś kamień jadła